# Середа, Эдуард Иосифович
Эдуард Иосифович Середа (25 марта 1922 — 22 октября 2009, Москва) — советский и российский артист цирка, ковёрный клоун.

## Биография
Эдуард Середа родился 25 марта 1922 года, в семье цирковых артистов Иосифа Раймондовича Кларка и Евгении Григорьевны Середы, исполнителей меланж-акта. В 6 лет впервые начал выступать на арене цирка, в качестве акробата, в номере родителей. С 1943 в этом номере он занял место отца, и стал выступать вместе с матерью как верхний. Как клоун выступил впервые в 1948 году в Цыганском цирковом коллективе, с 1950 года выступал как ковёрный клоун. В этом качестве он заполнял трюковые паузы в номерах разных жанров. Исполнял даже сальто-мортале с качелей (в номере Беляковых), прыгал с трамплина через 14 человек (так как «боялся» прыгать через 13 — «чёртову дюжину»). В 1955 году он снялся в фильме «Арена смелых» — экранизации циркового представления. 
В репертуаре Середы особое место занимали т. н. «разговорные» репризы, так как он действительно умел хорошо говорить. Он всегда был весел, охотно принимал участие в номерах: прыгал, танцевал, жонглировал, скакал на лошади. Этот артист отлично чувствовал ритм представления и умел вовремя подогреть его шуткой. С 1984 года выступал с партнёром Л. Федотовым. В 1994 оставил манеж.
22 октября 2009 года Эдуарда Середы не стало. Возможной причиной его смерти, по предположению врачей, стал второй инсульт.. Похоронен на Востряковском кладбище.

## Награды
Призёр Всесоюзного смотра молодых артистов цирка в 1955 году.